# Crazy for You (альбом Best Coast)
Crazy for You — дебютный студийный альбом американского рок-дуэта Best Coast, изданный 27 июля 2010 года на лейбле Mexican Summer.
Альбом был записан автором-исполнителем Бетани Косентино и ее музыкальным партнером Боббом Бруно. Продюсером, звукоинженером и микшером выступил Льюис Песаков из Fool’s Gold и Foreign Born. Альбом был выпущен после серии EP, которые принесли группе андеграундную известность благодаря таким песням, как «The Sun Was High (So Was I)» и «When I’m with You», последняя из которых была включена в этот релиз в качестве бонус-трека. Обложка альбома была создана Дэвидом Рэйджером и включает в себя покойного кота Косентино Snacks, а также множество отсылок к штату Калифорния. Тексты песен в основном посвящены романтике и отношениям, Косентино описал их Pitchfork Media как «о травке, моем коте и лени». Альбом был доступен для потокового воспроизведения 12 июля в Urban Outfitters. Crazy for You был хорошо принят музыкальными критиками.

## Отзывы
| Совокупная оценка          | Совокупная оценка |
| Источник                   | Оценка            |
| -------------------------- | ----------------- |
| AnyDecentMusic?            | 7.6/10            |
| Metacritic                 | 76/100            |
| Оценки критиков            |                   |
| Источник                   | Оценка            |
| AllMusic                   | [ 10 ]            |
| The A.V. Club              | B                 |
| The Guardian               | [ 12 ]            |
| Los Angeles Times          | [ 13 ]            |
| MSN Music (Expert Witness) | A−                |
| NME                        | 8/10              |
| Pitchfork                  | 8.4/10            |
| Q                          | [ 16 ]            |
| Rolling Stone              | [ 17 ]            |
| Spin                       | 8/10              |

Альбом получил положительные отзывы музыкальной критики и интернет-изданий. На сайте Metacritic, который присваивает нормализованный рейтинг из 100 баллов рецензиям основных критиков, альбом получил средний балл 76 на основе профессиональных рецензий, что означает «благоприятные отзывы».
Редакторы AnyDecentMusic? оценили этот альбом в 7,6 балла из 10, основываясь на нескольких рецензиях.
Crazy for You Crazy for You был отмечен Exclaim! как 6-й номер в рейтинге лучших поп- и рок-альбомов 2010 года. Ян Гормели сказал: «Замороченные lo-fi записи сейчас в моде, но Бетани Косентино возвышается над своими сверстниками в дебютном альбоме Best Coast, находя идеальный баланс между вокалом, пропитанным реверберацией, и классическими калифорнийскими поп-крючками»..
Альбом был назван 39-м лучшим диском 2010 года журналом Pitchfork.
В октябре 2011 года журнал October 2011, New Musical Express поместил песню «Boyfriend» на 49-е иесто в его итоговом списке «150 лучших треков последних 15 лет».

## Список композиций
| №   | Название                          | Длительность |
| --- | --------------------------------- | ------------ |
| 1.  | «Boyfriend»                       | 2:30         |
| 2.  | «Crazy for You»                   | 1:50         |
| 3.  | «The End»                         | 2:42         |
| 4.  | «Goodbye»                         | 2:40         |
| 5.  | «Summer Mood»                     | 2:26         |
| 6.  | «Our Deal»                        | 2:08         |
| 7.  | «I Want To»                       | 2:46         |
| 8.  | «When the Sun Don't Shine»        | 2:16         |
| 9.  | «Bratty B»                        | 1:42         |
| 10. | «Honey»                           | 3:02         |
| 11. | «Happy»                           | 1:44         |
| 12. | «Each and Every Day»              | 2:52         |
| 13. | «When I'm with You» (bonus track) | 2:58         |

| №   | Название               | Длительность |
| --- | ---------------------- | ------------ |
| 14. | «Crazy for You» (demo) |              |
| 15. | «Sleepy One»           |              |

| №  | Название               | Длительность |
| -- | ---------------------- | ------------ |
| 1. | «Something in the Way» | 2:08         |
| 2. | «Wish He Was You»      | 2:19         |
| 3. | «Far Away»             | 1:22         |

## Чарты
| Чарт (2010)                            | Высшая позиция |
| -------------------------------------- | -------------- |
| Великобритания (UK Albums Chart)       | 67             |
| США (Billboard 200)                    | 36             |
| США (Billboard Digital Albums)         | 10             |
| США (Billboard Top Rock Albums)        | 10             |
| США (Billboard Top Alternative Albums) | 7              |
| США (Billboard Independent Albums)     | 5              |
| США (Billboard Top Tastemaker Albums)  | 5              |